# Nymphoides herzogii
Nymphoides herzogii är en vattenklöverväxtart som beskrevs av A. Galán de Mera och G. Navarro. Nymphoides herzogii ingår i släktet sjögullssläktet, och familjen vattenklöverväxter. Inga underarter finns listade i Catalogue of Life.